# Sardinská kuchyně

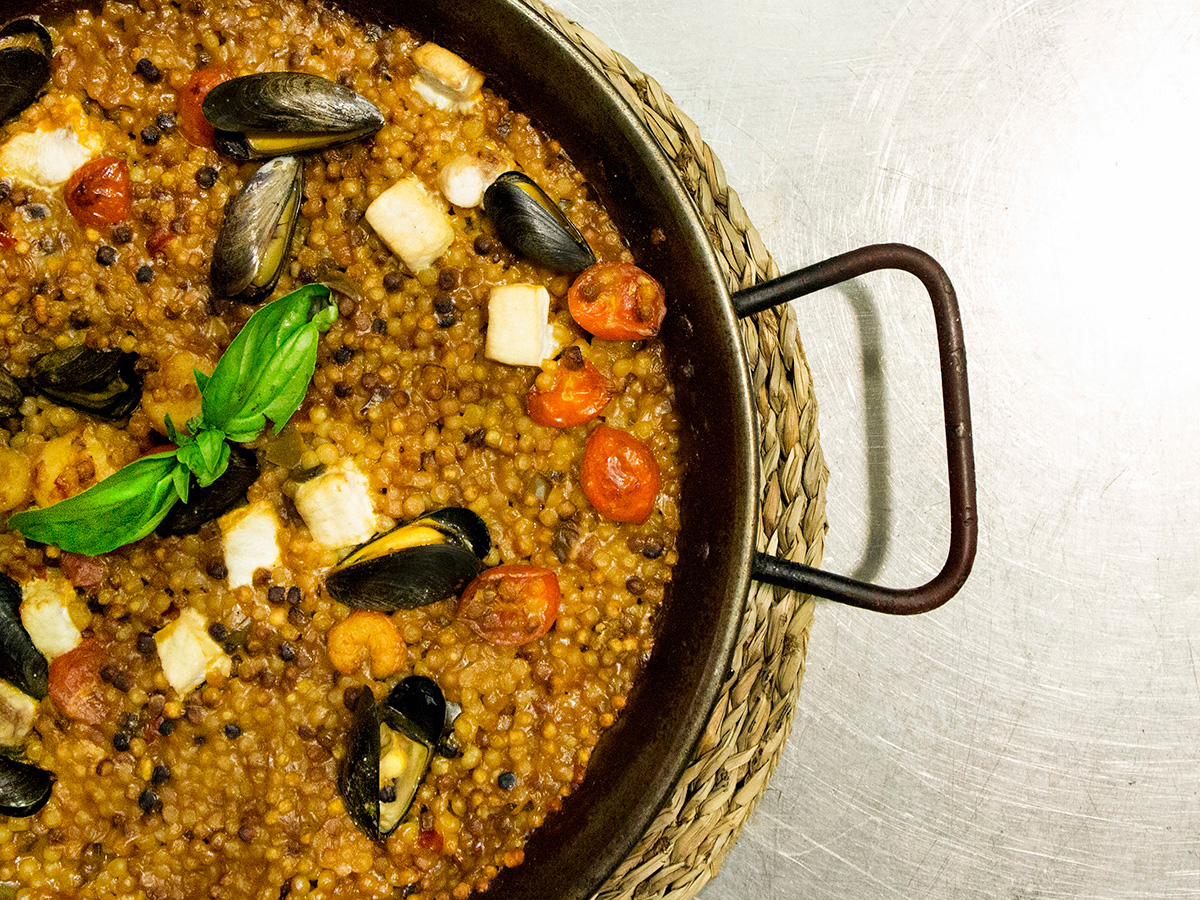
Pokrm z fregoly

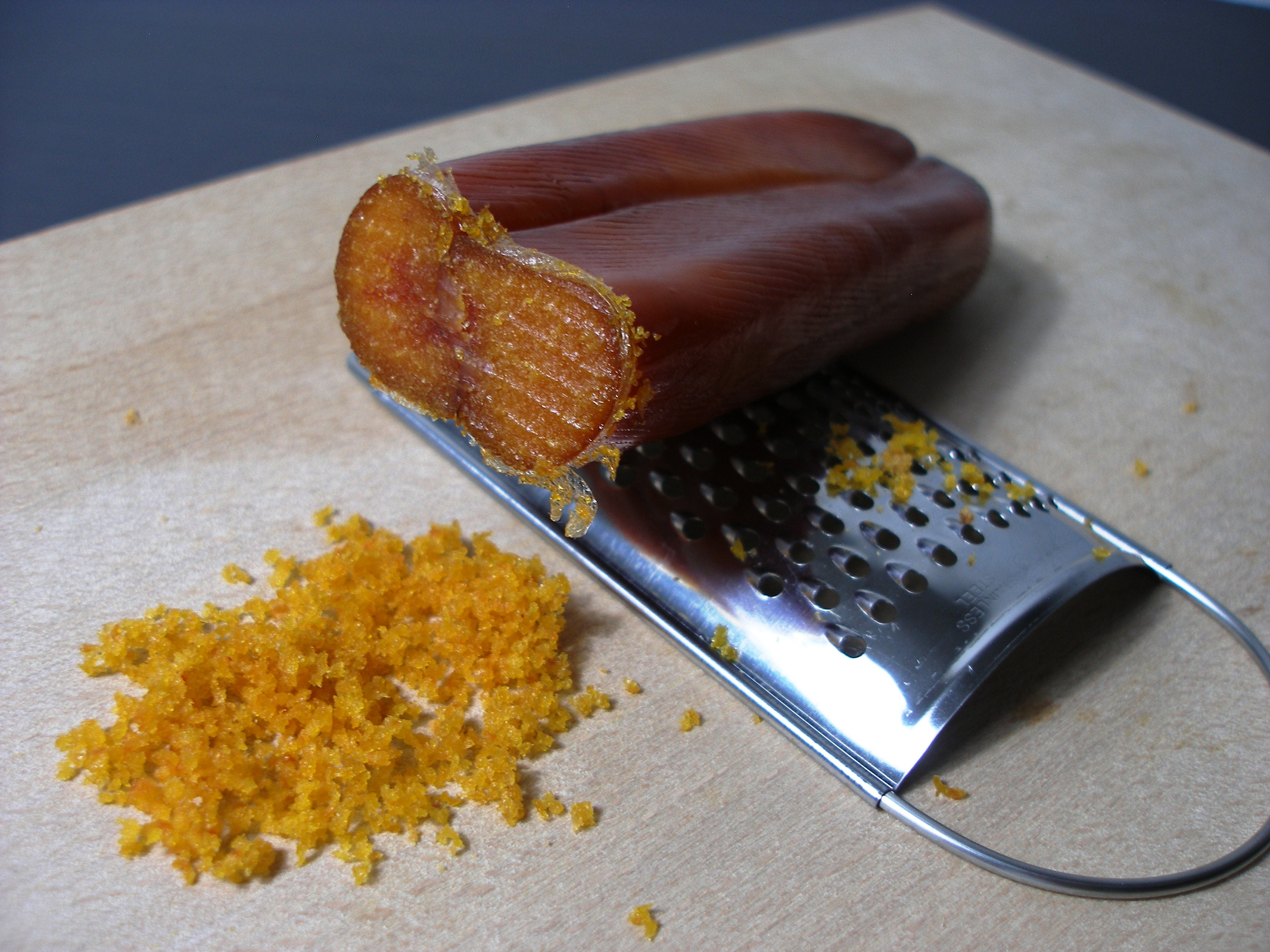
Bottarga

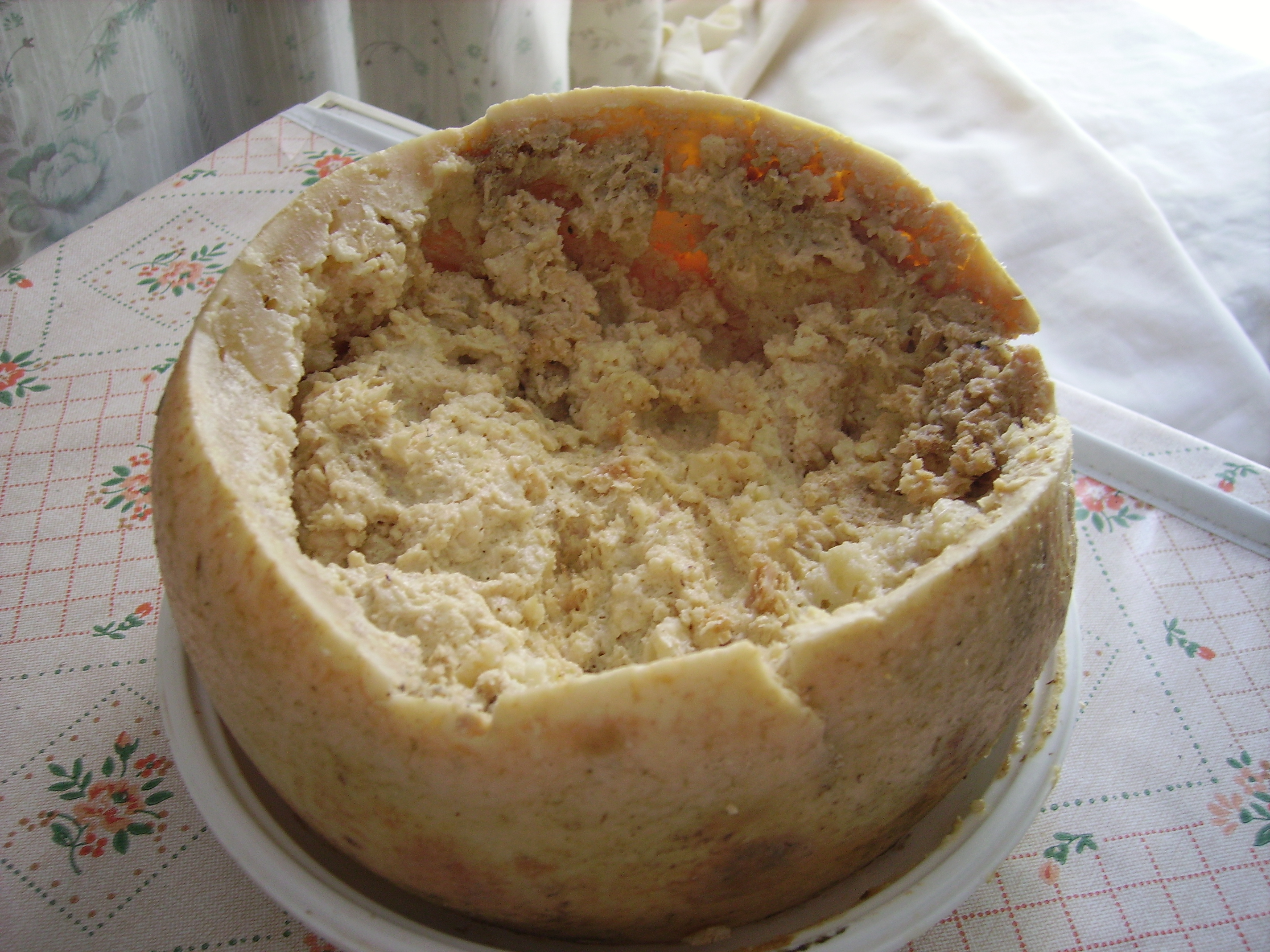
Sýr casu marzu

Sardinská kuchyně (sardinsky: Coghina sarda, italsky: Cucina sarda) je tradiční kuchyní italského ostrova Sardinie. Na Sardinii jsou podávána středomořská jídla a kuchyně v pobřežních oblastech se liší od kuchyně ve vnitrozemí.

## Příklady sardinských pokrmů
Příklady sardinských pokrmů:
- Carasau, tenký chléb
- Fregula, drobné těstoviny ze semoliny, podobné kuskusu
- Prosciutto crudo sardo, sušená šunka (pršut)
- Bottarga, sušený kaviár
- La burrida, pokrm ze žraloka
- Langusty po katalánsku (v rajčatové omáčce)
- Pizza
- Různé sladkosti, často vyráběné z mandlí
- Na Sardinii je též provozováno vinařství

## Sardinské sýry
- Pecorino[1]
- Fiore Sardo[1]
- Casu marzu, sýr podávaný napadený červy